# Âm mưu Nhà Rye

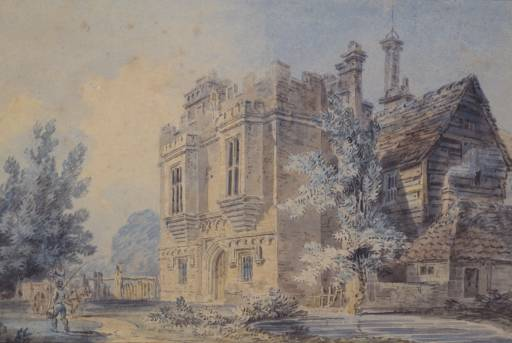
Nhà Rye, Hertfordshire vào năm 1793 được vẽ bởi J. M. W. Turner

Âm mưu Nhà Rye (tiếng Anh: Rye House Plot) diễn ra vào năm 1683, là một kế hoạch ám sát Vua Charles II của Anh và em trai của ông (người thừa kế ngai vàng) Vương tử James, Công tước xứ York. Nhóm người nhà hoàng gia đã đi từ Westminster đến Newmarket để xem các cuộc đua ngựa và dự kiến sẽ thực hiện cuộc hành trình trở về lại hoàng cung vào ngày 01 tháng 04 năm 1683, nhưng vì một trận hỏa hoạn lớn ở Newmarket vào ngày 22 tháng 03 (đã phá hủy một nửa thị trấn), các cuộc đua ngựa đã bị hủy bỏ, vì thế mà Nhà vua và Công tước trở lại London sớm hơn dự định. Kết quả là, cuộc tấn công theo kế hoạch đã không bao giờ diễn ra.
Các nhà sử học đánh giá khác nhau về các chi tiết của âm mưu. Dù âm mưu ám sát diễn ra như thế nào, kế hoạch tổ chức một cuộc nổi dậy chống lại chế độ cai trị của quân chủ Stuart đang được một số nhà lãnh đạo đối lập ở Vương quốc Anh thực hiện. Chính phủ đã thẳng tay đàn áp những người này trong một loạt các phiên tòa cấp nhà nước, kèm theo các biện pháp đàn áp và truy lùng vũ khí trên diện rộng. Âm mưu đã định trước, và có thể đã vội vàng như các cuộc nổi dậy năm 1685, Cuộc nổi dậy Monmouth và Sự trỗi dậy của Argyll.

## Bối cảnh
Sau sự Phục hồi chế độ quân chủ dưới thời Vua Charles II vào năm 1660, một số thành viên Quốc hội, những người cộng hòa trước đây và các bộ phận dân chúng theo đạo Tin lành ở Vương quốc Anh lo ngại rằng mối quan hệ của Nhà vua với Vương quốc Pháp của Nhà Bourbon dưới thời Vua Louis XIV và các nhà cai trị Công giáo khác ở châu Âu là quá thân thiết. Tình cảm Chống Công giáo, vốn liên kết Giáo hội Công giáo với chủ nghĩa chuyên chế, đã phổ biến rộng rãi, và đặc biệt chú ý đến việc kế vị ngai vàng của Anh. Trong khi Charles công khai là người Anh giáo, ông và em trai của mình được biết đến là những người có thiện cảm với Công giáo. Những nghi ngờ này đã được xác nhận vào năm 1673 khi James được phát hiện là đã cải sang Công giáo La Mã.
Năm 1681, được khởi xướng bởi Âm mưu Giáo hoàng do phe đối lập nghĩ ra, Dự luật Loại trừ nếu được thông qua bởi Hạ viện, nó sẽ loại trừ James khỏi quyền kế vị. Charles vượt qua các đối thủ của mình và giải tán Nghị viện Oxford. Điều này khiến các đối thủ của ông không có lý luận hợp pháp nào để ngăn cản sự kế vị của James, và tin đồn về những âm mưu xuất hiện ngày càng nhiều. Với "Đảng Bá tước" đang xáo trộn, Lãnh Melville, Lãnh chúa Leven, và Lãnh chúa Shaftesbury, lãnh đạo của phe đối lập dưới thời cai trị của Charles, đã chạy trốn đến Cộng hòa Hà Lan nơi Shaftesbury sớm qua đời. Nhiều thành viên nổi tiếng của Nghị viện và các quý tộc của "Đảng Bá tước" sẽ sớm được biết đến với cái tên Đảng Whigs.

## Âm mưu

Lộ trình từ Newmarket đến London năm 1683, qua Rye House.

Rye House, nằm ở phía Đông Bắc của Hoddesdon, Hertfordshire, là một lâu đài thời trung cổ kiên cố được bao quanh bởi một con hào. Ngôi nhà được thuê bởi Richard Rumbold, một cựu chiến binh Cộng hòa trong cuộc Nội chiến. Kế hoạch là để che giấu một nhóm vũ trang trong khuôn viên ngôi nhà để phục kích Nhà vua và Công tước khi họ đi ngang qua, trên đường trở về London từ cuộc đua ngựa ở Newmarket. "Những kẻ âm mưu Rye House", một nhóm người thuộc Đảng Whig cực đoan hiện được đặt tên theo âm mưu này, được cho là đã thông qua kế hoạch, quyết định có thể được thực hiện với một lực lượng tương đối nhỏ với vũ khí là súng.
Các thành viên hoàng gia dự kiến sẽ thực hiện cuộc hành trình vào ngày 01 tháng 04 năm 1683, nhưng đã xảy ra một trận hỏa hoạn lớn ở Newmarket vào ngày 22 tháng 03, thiêu rụi một nửa thị trấn. Các cuộc đua ngựa đã bị hủy bỏ, và Nhà vua và Công tước trở về London sớm. Kết quả là, cuộc tấn công theo kế hoạch đã không bao giờ diễn ra.